# Platypalpus lutescens
Platypalpus lutescens är en tvåvingeart som först beskrevs av Collin 1941.  Platypalpus lutescens ingår i släktet Platypalpus och familjen puckeldansflugor. Inga underarter finns listade i Catalogue of Life.